# Municipio de Bray
El municipio de Bray (en inglés: Bray Township) es un municipio ubicado en el condado de Pennington en el estado estadounidense de Minnesota. En el año 2010 tenía una población de 64 habitantes y una densidad poblacional de 0,69 personas por km².

## Geografía
El municipio de Bray se encuentra ubicado en las coordenadas 48°4′43″N 96°26′16″O / 48.07861, -96.43778. Según la Oficina del Censo de los Estados Unidos, el municipio tiene una superficie total de 93.41 km², de la cual 92,91 km² corresponden a tierra firme y (0,54 %) 0,5 km² es agua.

## Demografía
Según el censo de 2010, había 64 personas residiendo en el municipio de Bray. La densidad de población era de 0,69 hab./km². De los 64 habitantes, el municipio de Bray estaba compuesto por el 100 % blancos. Del total de la población el 3,13 % eran hispanos o latinos de cualquier raza.